# Атлас арена
Атлас арена је вишенаменска дворана у Лођу. Тренутно је у изградњи и имаће 10.000 места. У њој ће се играти утакмице друге фазе Европског првенства у кошарци 2009.